# Erignatha tenuidens
Erignatha tenuidens är en hjuldjursart som först beskrevs av de Beauchamp 1913.  Erignatha tenuidens ingår i släktet Erignatha och familjen Dicranophoridae. Inga underarter finns listade i Catalogue of Life.